# Gornja Trepča (Czarnogóra)
Gornja Trepča (cyr. Горња Трепча) – wieś w Czarnogórze, w gminie Nikšić. W 2011 roku liczyła 38 mieszkańców.